# Línea 287 (Interurbanos Madrid)
La línea 287 de la red de autobuses interurbanos de Madrid une el área intermodal de la Plaza de Alsacia de Madrid con el barrio de la Estación de Coslada.

## Características
Esta línea une la glorieta de Alsacia (San Blas-Canillejas) con Coslada atravesando el distrito de Vicálvaro, en donde tenía su cabecera hasta 2011. Su recorrido actual, que circula por los municipios de San Fernando de Henares, Coslada y Madrid (en los distritos de Vicálvaro y San Blas-Canillejas), tiene una duración media de entre 50 y 55 minutos. 
El recorrido en sentido Barrio de la Estación dura unos 5 minutos adicionales, al dar servicio a la calle Sevilla, la calle Doctor Fleming, y la calle Velazquez y su centro de mayores.
Siguiendo la numeración de líneas del CRTM, las líneas que circulan por el corredor 2 son aquellas que dan servicio a los municipios situados en torno a la A-2 y comienzan con un 2. Aquellas numeradas dentro de la decena 280 corresponden a aquellas que circulan por Coslada o San Fernando de Henares.
La línea no mantiene los mismos horarios todo el año, durante agosto se reducen el número de expediciones, además de los días excepcionales vísperas de festivo y festivos de Navidad en los que los horarios también cambian y se reducen.
Está operada por la empresa Avanza Movilidad Integral mediante la concesión administrativa VCM-201 - Madrid – Loeches – Arganda del Rey (Viajeros Comunidad de Madrid) del Consorcio Regional de Transportes de Madrid.

## Horarios
| Lunes a viernes laborables (Vigente de 1 de septiembre a 31 de julio)              |                    |
| De 6:00 a 8:48                                                                     | cada 23 minutos    |
| De 9:06 a 23:54                                                                    | cada 16-18 minutos |
| Lunes a viernes laborables (Vigente agosto)                                        |                    |
| De 6:20 a 16:51                                                                    | cada 25-30 minutos |
| De 17:10 a 22:40                                                                   | cada 22-27 minutos |
| A 23:15                                                                            |                    |
| Sábados laborables, domingos y festivos (Vigente de 1 de septiembre a 31 de julio) |                    |
| De 6:55 a 24:00                                                                    | cada 22-25 minutos |
| Sábados laborables (Vigente agosto)                                                |                    |
| A 7:00 - 7:30 - 8:00 - 8:30 - 9:00 - 9:30 - 9:50                                   |                    |
| De 10:15 a 23:25                                                                   | cada 25-35 minutos |
| Domingos y festivos (Vigente agosto)                                               |                    |
| De 6:55 a 17:30                                                                    | cada 25-30 minutos |
| A 18:30 - 19:00 - 19:30 - 20:30 - 21:00 - 21:30 - 22:30 - 23:00 - 23:30            |                    |

| Lunes a viernes laborables (Vigente de 1 de septiembre a 31 de julio)              |                    |
| De 5:40 a 22:49                                                                    | cada 16-18 minutos |
| Lunes a viernes laborables (Vigente agosto)                                        |                    |
| A 5:40 - 6:02                                                                      |                    |
| De 6:24 a 17:30                                                                    | cada 25-28 minutos |
| De 17:52 a 21:40                                                                   | cada 22-25 minutos |
| A 22:20                                                                            |                    |
| Sábados laborables, domingos y festivos (Vigente de 1 de septiembre a 31 de julio) |                    |
| De 6:00 a 23:00                                                                    | cada 22-25 minutos |
| Sábados laborables (Vigente agosto)                                                |                    |
| De 6:00 a 22:35                                                                    | cada 30-35 minutos |
| Domingos y festivos (Vigente agosto)                                               |                    |
| De 6:00 a 16:35                                                                    | cada 25-30 minutos |
| A 17:30 - 18:00 - 18:30 - 19:30 - 20:00 - 20:30 - 21:30 - 22:00 - 22:30            |                    |

## Recorrido y paradas

### Sentido Coslada (Bº Estación)
| Código | Parada                                 | Común con             | Conexiones con Metro y Cercanías | Municipio | Zona |
| ------ | -------------------------------------- | --------------------- | -------------------------------- | --------- | ---- |
| 18510  | ALSACIA (Área Intermodal)              |                       | Alsacia                          | Madrid    |      |
| 4636   | Aquitania-Capri                        | 106 140 159 E2        |                                  | Madrid    |      |
| 4637   | Aquitania-República Eslovaca           | 106 140 159 E2        |                                  | Madrid    |      |
| 4210   | Aquitania-Toscana                      | 106 140 153 159 E2    | Avenida de Guadalajara           | Madrid    |      |
| 1210   | Avenida de Canillejas-Toscana          | 4 106 159             |                                  | Madrid    |      |
| 4612   | Avenida de Canillejas-M40              | 4 106 159             |                                  | Madrid    |      |
| 1213   | Pº Artilleros-Calahorra                | 4 100 106             |                                  | Madrid    |      |
| 4547   | Pº Artilleros-Villacarlos              | 100                   |                                  | Madrid    |      |
| 4546   | Metro Vicálvaro                        | 4 106 E3 E5           | Vicálvaro                        | Madrid    |      |
| 4552   | San Cipriano-Jardín de la Duquesa      | 4 106 E3 E5           | San Cipriano                     | Madrid    |      |
| 5321   | San Cipriano-Minerva                   | 4 E3 E5               |                                  | Madrid    |      |
| 5109   | Gran Vía del Este-San Cipriano         | 100 E5                | Puerta de Arganda Vicálvaro      | Madrid    |      |
| 4012   | Rivas-Gran Vía del Este                | T23                   |                                  | Madrid    |      |
| 7101   | Boyer-Los Cavilas                      | 159                   |                                  | Madrid    |      |
| 7102   | Boyer-Ctra. Coslada                    | 159                   |                                  | Madrid    |      |
| 10874  | Av. Constitución-Mar Mediterráneo      |                       |                                  | Coslada   |      |
| 21376  | Mar Mediterráneo - Puerto de Bilbao    |                       |                                  | Coslada   |      |
| 16147  | Puerto de Barcelona-Mar Mediterráneo   |                       |                                  | Coslada   |      |
| 16145  | Puerto de Barcelona-Océano Pacífico    |                       |                                  | Coslada   |      |
| 16143  | Océano Pacífico-Puerto de Alicante     |                       |                                  | Coslada   |      |
| 16141  | Océano Pacífico-Av. España             |                       |                                  | Coslada   |      |
| 17617  | Sevilla-Doctor Fleming                 |                       |                                  | Coslada   |      |
| 07112  | Velázquez-Centro de mayores            | 289 290 2             |                                  | Coslada   |      |
| 09133  | Av. España - Zoco Coslada              | 280 288 SE72          | Coslada Central                  | Coslada   |      |
| 09130  | Av. España - Las Conejeras             | 280 288               |                                  | Coslada   |      |
| 07113  | Av. España - Centro de salud           | 280 288 2             |                                  | Coslada   |      |
| 07117  | Méjico - Est. La Rambla                | 280 286 288 822 SE7 2 | La Rambla                        | Coslada   |      |
| 07119  | Méjico - Argentina                     | 288 2                 |                                  | Coslada   |      |
| 09129  | Colombia-Jesús de San Antonio          |                       |                                  | Coslada   |      |
| 07123  | Av. Madrid-Av. Roma                    | 286                   |                                  | Coslada   |      |
| 07124  | Av. Madrid-Av. Berlín                  | 286                   |                                  | Coslada   |      |
| 07126  | Av. Madrid-Aula Compensación Educativa | 289                   |                                  | Coslada   |      |
| 07127  | Av. Vicálvaro-Gonzalo de Córdoba       | SE7                   |                                  | Coslada   |      |
| 07156  | Av. Cañada-Jesús de San Antonio        |                       |                                  | Coslada   |      |
| 07129  | Av. Cañada-Oviedo                      |                       |                                  | Coslada   |      |
| 07130  | Av. Cañada-Av. Jarama                  |                       |                                  | Coslada   |      |
| 19927  | Av. Jarama-Av. San Pablo               |                       |                                  | Coslada   |      |
| 07132  | Av. San Pablo-Clínica                  | 281 282 284 285 1     |                                  | Coslada   |      |
| 07133  | Av. San Pablo-ITV                      | 281 282 284 285 1     |                                  | Coslada   |      |
| 18785  | Av. San Pablo-Bº Estación              | 285                   |                                  | Coslada   |      |
| 09972  | Estación Ferrocarril-Est. San Fernando | 285 SE71              | San Fernando                     | Coslada   |      |

### Sentido Madrid (Alsacia)
| Código | Parada                                            | Común con           | Conexiones con Metro y Cercanías | Municipio | Zona |
| ------ | ------------------------------------------------- | ------------------- | -------------------------------- | --------- | ---- |
| 09972  | Estación Ferrocarril-Est. San Fernando            | 285 SE71            | San Fernando                     | Coslada   |      |
| 07136  | Av. San Pablo-Bº Estación                         | 281 282 284 285 1 2 |                                  | Coslada   |      |
| 07137  | Av. San Pablo-Pza. Ntra. Sra. Los Ángeles         | 281 282 284 285 1 2 |                                  | Coslada   |      |
| 07139  | Av. San Pablo-Clínica                             | 281 282 284 285 1   |                                  | Coslada   |      |
| 19926  | Av. Jarama-Av. San Pablo                          |                     |                                  | Coslada   |      |
| 07140  | Av. Cañada-Av. José Gárate                        |                     |                                  | Coslada   |      |
| 07141  | Av. Cañada-Cruz                                   |                     |                                  | Coslada   |      |
| 07128  | Av. Cañada-Jesús de San Antonio                   |                     |                                  | Coslada   |      |
| 07157  | Av. Vicálvaro-Segura                              | SE7                 |                                  | Coslada   |      |
| 07158  | Av. Madrid-Aula Compensación Educativa            | 289                 |                                  | Coslada   |      |
| 07159  | Av. Madrid-Av. Berlín                             | 286                 |                                  | Coslada   |      |
| 07160  | Av. Madrid-Av. Roma                               | 286                 |                                  | Coslada   |      |
| 08309  | Colombia-Argentina                                |                     |                                  | Coslada   |      |
| 07165  | Méjico - Argentina                                | 288 2               |                                  | Coslada   |      |
| 07166  | Méjico - Est. La Rambla                           | 280 288 2           | La Rambla                        | Coslada   |      |
| 07167  | Av. España - Centro de salud                      | 280 288 2           |                                  | Coslada   |      |
| 09131  | Av. España - Las Conejeras                        | 280 288             |                                  | Coslada   |      |
| 09132  | Av. España - Zoco Coslada                         | 280 288             | Coslada Central                  | Coslada   |      |
| 16138  | Av. España - Velázquez                            | 288                 |                                  | Coslada   |      |
| 16140  | Océano Pacífico-Av. España                        |                     |                                  | Coslada   |      |
| 16142  | Océano Pacífico-Puerto de Alicante                |                     |                                  | Coslada   |      |
| 16144  | Puerto de Barcelona-Océano Pacífico               |                     |                                  | Coslada   |      |
| 16146  | Puerto de Barcelona-Mar Mediterráneo              |                     |                                  | Coslada   |      |
| 21377  | Mar Mediterráneo - Puerto de Bilbao               |                     |                                  | Coslada   |      |
| 10875  | Av. Constitución-Mar Mediterráneo                 |                     |                                  | Coslada   |      |
| 7182   | Boyer-Ctra. Vicálvaro                             | 159                 |                                  | Madrid    |      |
| 7183   | Boyer-Los Cavilas                                 | 159                 |                                  | Madrid    |      |
| 4012   | Rivas-Villablanca                                 | T23                 |                                  | Madrid    |      |
| 5108   | Gran Vía del Este-San Cipriano                    | 100 E5              | Puerta de Arganda Vicálvaro      | Madrid    |      |
| 5322   | San Cipriano-Minerva                              | 4 E3 E5             |                                  | Madrid    |      |
| 1069   | San Cipriano                                      | 4 106 E3 E5         | San Cipriano                     | Madrid    |      |
| 1074   | Metro Vicálvaro                                   | 4 106 E3 E5         | Vicálvaro                        | Madrid    |      |
| 1075   | Artilleros-Campus Universitario                   | 100                 |                                  | Madrid    |      |
| 4548   | Pº Artilleros-Pza. Vicalvarada                    | 100 106             |                                  | Madrid    |      |
| 4613   | Avenida de Canillejas-M40                         | 4 106 159           |                                  | Madrid    |      |
| 1211   | Avenida de Canillejas-Toscana                     | 4 106 159           |                                  | Madrid    |      |
| 4611   | Avenida de Canillejas-Est. Avenida de Guadalajara | 4 106 159           | Avenida de Guadalajara           | Madrid    |      |
| 4509   | Avenida de Guadalajara-Albericia                  | 106 140 159 E2      |                                  | Madrid    |      |
| 4507   | Avenida de Guadalajara-Amposta                    | 106 140 159 E2      |                                  | Madrid    |      |
| 4400   | Avenida de Guadalajara-San Román del Valle        | 106 140 159         |                                  | Madrid    |      |
| 18510  | ALSACIA (Área Intermodal)                         |                     | Alsacia                          | Madrid    |      |